# Громов, Михаил Сергеевич
Михаил Сергеевич Громов (род. 19 ноября 1964) — генерал-майор медицинской службы ВС СССР и ВС РФ, руководитель Саратовского военно-медицинского института в 2006—2010 годах, доктор медицинских наук, профессор.

## Биография
Мать — Ирина Павловна Громова (в девичестве Метлина), врач-невропатолог. Дед по материнской линии — капитан медицинской службы Павел Васильевич Метлин, выпускник военно-медицинского факультета Саратовского медицинского института (погиб в августе 1941 года под Киевом). Дед по отцовской линии — Всеволод Алексеевич Громов, лётчик-истребитель (погиб зимой 1943 года на Южном фронте).
Окончил школу в 1981 году, поступил на Саратовский военно-медицинский факультет при Саратовском государственном медицинском институте имени Разумовского, где проучился шесть лет и подрабатывал медбратом во 2-й городской больнице в отделении хирургии. Интернатуру проходил в больнице скорой медицинской помощи в Тамбове, за 8 месяцев провёл более 200 полостных операций. После окончания интернатуры работал в центральной районной больнице посёлка Мучкапский Тамбовской области, занимался абдоминальной хирургией (оперировал лиц с ножевыми и огнестрельными ранениями). По словам Михаила Сергеевича, пост хирурга в Мучкапе он занял, поскольку его предшественник уволился незадолго до его приезда.
В конце октября 1988 года Михаил Громов был призван в ряды Советской армии, служил ординатором хирургического отделения военного госпиталя. Окончил военную аспирантуру на кафедре военно-полевой хирургии Саратовского военно-медицинского факультета, преподавал на кафедре как преподаватель и старший преподаватель. Кандидат медицинских наук (1993), доктор медицинских наук (2003), начальник кафедры амбулаторно-поликлинической помощи с 2004 года, позже был начальником кафедры хирургии усовершенствования врачей.
В 2006 году был назначен начальником Саратовского военно-медицинского института, руководил строительством хирургического корпуса и реставрацией лечебного корпуса при институте. Проработал на посту начальника вплоть до расформирования института 1 октября 2010 года. В 2011 году основал и возглавил филиал частного медицинского университета «Реавиз» в Саратове. Работал экспертом по клинической медицине при комитете по образованию и науки Государственной думы РФ, сотрудник российско-китайской программы «Шелковый путь» по сотрудничеству в медицине.
Супруга — Ольга, выпускница Саратовского медицинского института.

## Награды
- Медаль «За отличие в военной службе» II и III степеней[1]
- Медаль «За заслуги в военной медицине» (Саратовское областное отделение «Боевого братства», 14 июня 2013)[3]

## Некоторые научные публикации
- Громов М.С., Терехов И.В. Характеристика системного воспалительного ответа у больных внебольничной пневмонией в динамике при помощи активной СВЧ-радиометрии // Казанский медицинский журнал. — 2010. — Т. 91, № 5. — С. 611—614.
- Незнамов М.Н., Громов М.С., Лузин В.В., Староконь П.М. Ишемия ткани при различных вариантах наложения жгута // Медицинский альманах. — 2009. — № 3 (8). — С. 36—37.
- Забродский П.Ф., Громов М.С., Масляков В.В. Снижение иммунных реакций и изменение цитокинового профиля при подострой интоксикации 1,2-дихлорэтаном // Токсикологический вестник. — 2014. — № 1 (124). — С. 27—30.
- Забродский П.Ф., Громов М.С., Масляков В.В. Активация 7N-ацетилхолинорецепторов как фактор снижения летальности в ранней фазе сепсиса при остром отравлении фосфорорганическими соединениями // Токсикологический вестник. — 2014. — № 3 (126). — С. 22—25.
- Забродский П.Ф., Громов М.С., Масляков В.В. Изменение гуморальных и клеточных иммунных реакций, функции TH1-, TH2-лимфоцитов и концентрации цитокинов в крови после хронический интоксикации трихлорэтиленом // Токсикологический вестник. — 2015. — № 3 (132). — С. 40—43.
- Забродский П.Ф., Громов М.С., Масляков В.В. Влияние подострой интоксикации этиленхлоргидрином на иммунные реакции, функцию TH1- И TH2-лимфоцитов и содержание в крови крыс цитокинов // Токсикологический вестник. — 2017. — № 3 (144). — С. 27—30.
- Забродский П.Ф., Громов М.С., Масляков В.В. МЕХАНИЗМЫ ПОВЫШЕНИЯ РЕЗИСТЕНТНОСТИ ОРГАНИЗМА К ИНФЕКЦИИ В РАННЕЙ ФАЗЕ СЕПСИСА У МЫШЕЙ ПОСЛЕ ОСТРОЙ ИНТОКСИКАЦИИ ФОСФОРОРГАНИЧЕСКИМИ СОЕДИНЕНИЯМИ // Токсикологический вестник. — 2016. — № 5 (140). — С. 21—25.